# Arquitectura de Estonia
Una característica distintiva de la arquitectura de Estonia primitiva son los numerosos baluartes y fuertes en colinas que se encuentran por todo el país, como los de Varbola y Valjala. Los más importantes, que podían abarcar hasta 1000 metros cuadrados y se ubicaban en cruces de caminos estratégicos, acabaron convirtiéndose en centros comerciales, como Tallin, Tartu y Otepää.

## Historia

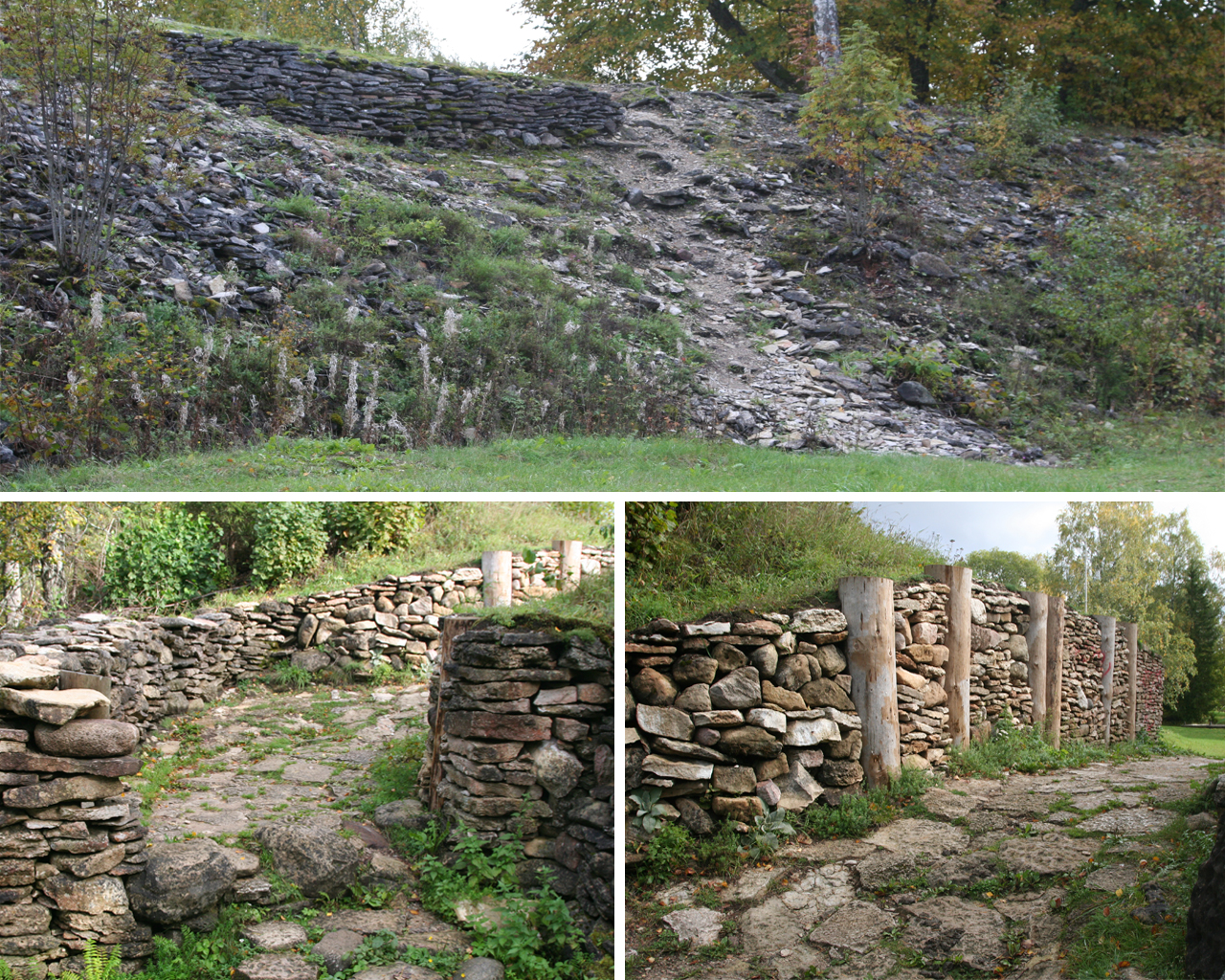
Ruinas de la fortaleza de Varbola.

### Arquitectura gótica

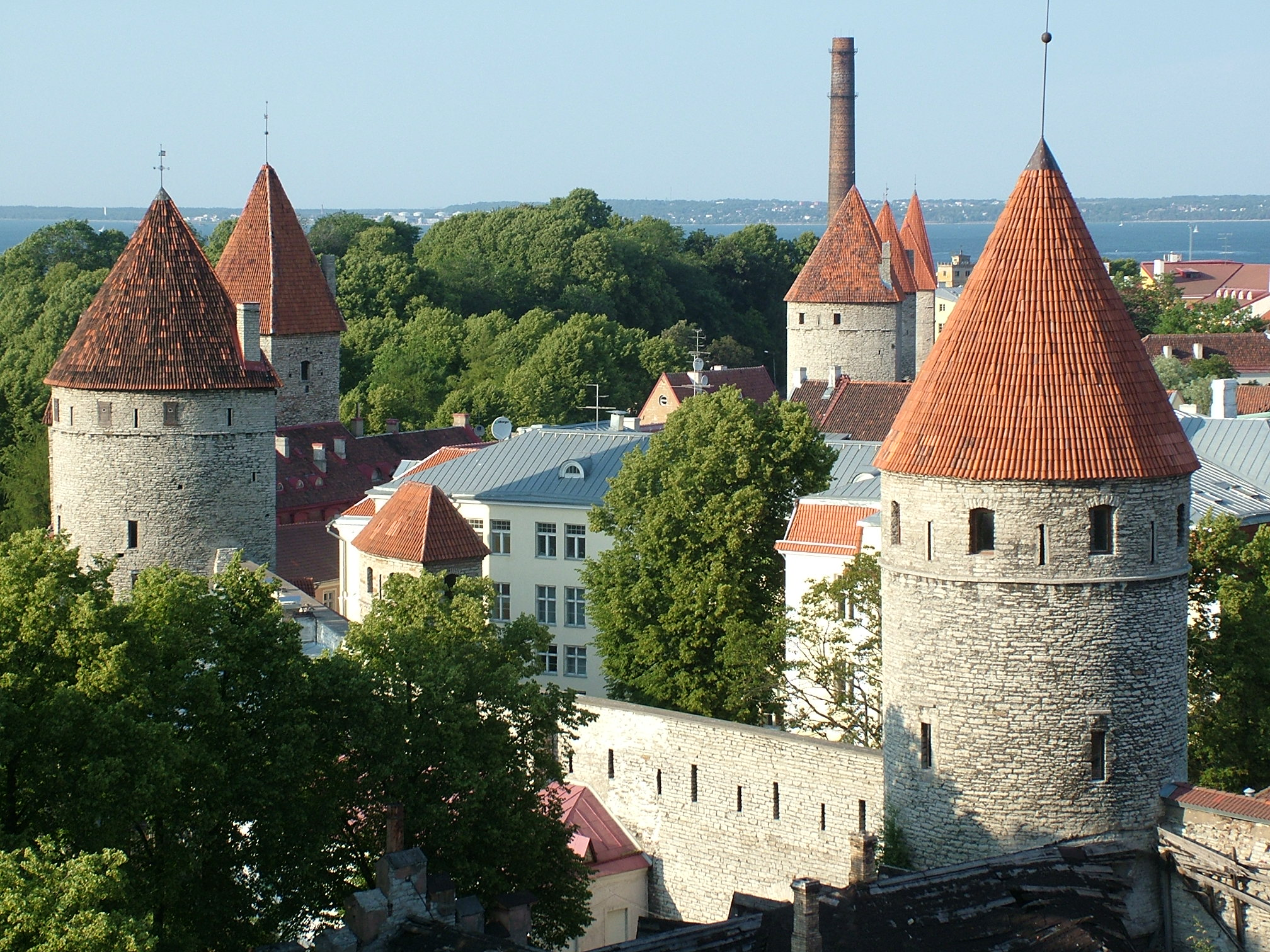
El conjunto arquitectónico que conforma el casco antiguo medieval de Tallin está inscrito en la lista del Patrimonio Mundial de la UNESCO.

El cristianismo llegó a Estonia a través de las cruzadas del norte, lo que provocó profundos cambios en la sociedad, la cultura y la arquitectura del país. Las influencias provinieron principalmente de las regiones germanoparlantes y de Escandinavia. A partir del siglo XIII, la nueva religión impulsó la construcción de iglesias por todo el territorio de la actual Estonia. Las primeras iglesias fueron probablemente de madera, aunque no se conserva ninguna. Las más antiguas que han llegado hasta nuestros días fueron construidas de forma robusta y con un carácter defensivo; la iglesia de Valjala, en la isla de Saaremaa, es un ejemplo. Los maestros constructores y escultores que desempeñaron un papel destacado en esta arquitectura eclesiástica inicial procedían principalmente de Gotland.
Con el arraigo progresivo del cristianismo, se erigieron iglesias más grandes y ornamentadas, especialmente en el norte del país durante el siglo XV. Las iglesias medievales del casco antiguo de Tallin, como la Catedral, la iglesia de San Olaf (que fue el edificio más alto de Europa en el siglo XVI) o la iglesia del Espíritu Santo, dan testimonio del desarrollo de un estilo gótico muy elaborado. Fuera de Tallin, muchas iglesias fueron dañadas durante las frecuentes guerras —como la Guerra de Livonia o la Gran Guerra del Norte— y el abandono durante la ocupación soviética provocó gran destrucción entre las iglesias estonias. No obstante, en años posteriores se ha llevado a cabo una intensa labor de restauración, y especialmente en Saaremaa y en el norte del país aún se conservan interesantes ejemplos de iglesias medievales relativamente bien preservadas.
Los cruzados también dejaron su huella en el territorio mediante la construcción de numerosos castillos para ejercer control militar y administrativo. Se erigieron tanto grandes complejos conocidos como «castillos de la orden» (por las órdenes cruzadas como los teutones), como fortificaciones locales más pequeñas no pensadas para grandes acciones militares, conocidas localmente como «castillos de vasallos». Entre los grandes castillos que aún se conservan destacan el castillo de Hermann en Narva, el castillo de Toompea en Tallin y el castillo de Kuressaare en Saaremaa. Entre los castillos menores, aún existen el castillo de Purtse, la torre de Kiiu y la torre de Vao. Muchos castillos medievales fueron destruidos en guerras posteriores, y Estonia es rica en ruinas de castillos.
La expansión de ciudades como Tallin y Narva como urbes hanseáticas durante la Edad Media también impulsó el desarrollo de la arquitectura civil. Las casas burguesas con fachadas a dos aguas, una gran sala principal con chimenea y una sala de estar más pequeña al fondo se hicieron populares; este estilo, conocido como «gótico de Tallin», fue adoptado también por constructores en Finlandia, Suecia y Nóvgorod. Otros edificios civiles medievales aún existentes reflejan la importancia de Tallin como ciudad comercial: el Ayuntamiento, la farmacia municipal Raeapteek y los edificios de los antiguos gremios, como el Gran Gremio (1410), el Gremio de San Olaf (1422) y, más tarde, la Hermandad de las Cabezas Negras (c. 1597). La muralla de la ciudad, extraordinariamente bien conservada, también data de este período. En conjunto, el casco antiguo de Tallin es uno de los conjuntos arquitectónicos medievales mejor preservados del mundo y está incluido en la lista de Patrimonio de la Humanidad de la UNESCO desde 1997.

### Barroco y Rococó
La arquitectura barroca y rococó en Estonia está representada principalmente por edificaciones erigidas por la administración imperial rusa y la aristocracia local. El ejemplo más destacado que se conserva es el palacio de Kadriorg, construido en estilo barroco petrino. Antes de la Segunda Guerra Mundial, el castillo de Põltsamaa constituía un ejemplo excepcional de arquitectura rococó en Estonia; sin embargo, fue destruido durante el conflicto bélico y solo quedan sus ruinas.
Desde las cruzadas del norte y el establecimiento de la nobleza báltica germanoparlante como clase terrateniente, el campo estonio se ha caracterizado por el sistema señorial impuesto por las clases altas. A partir del período barroco, muchas casas señoriales han perdurado y forman parte del patrimonio arquitectónico de Estonia. El paisaje rural del país conserva alrededor de 2000 mansiones históricas, muchas de ellas en estilos barroco y rococó, como las de Saue, Palmse o Vääna, aunque también se encuentran representaciones de estilos como el neobarroco, neoclásico e incluso Tudor.

### Clasicismo
El centro de la arquitectura neoclásica preservada en Estonia es Tartu, destacando el Ayuntamiento y los edificios circundantes del siglo XVIII. El edificio principal de la Universidad de Tartu (1803–1809) es un ejemplo del clasicismo elevado. La arquitectura de las casas señoriales continuó dominando el campo, con mansiones como las de Saku, Kuremaa y Suure-Kõpu que representan claramente este estilo. También se construyeron algunas residencias notables en Tallin, como la Casa Stenbock y el edificio de la calle Kohtu 8 (obra del arquitecto Carl Ludvig Engel, que actualmente alberga la oficina del Canciller de Justicia de Estonia), ambas situadas en la colina de Toompea.

### Arquitectura de finales del sigloXIX
Como en el resto de Europa, el final del siglo XIX fue en Estonia una época de experimentación arquitectónica con diversos estilos. Se hicieron comunes distintos tipos de historicismo y eclecticismo. El neogótico se volvió especialmente popular, en particular entre las casas señoriales, como lo demuestran los ejemplos de los palacios de Alatskivi y Sangaste. Hacia el final de este período, las influencias del modernismo (Art Nouveau) llegaron a Estonia. Las principales fuentes de inspiración fueron, por un lado, la vibrante escena modernista de Riga y, por otro, el romanticismo nacional finlandés. Tal vez el arquitecto más conocido que trabajó en estilo Art Nouveau en Estonia fue Jacques Rosenbaum.

### Galería

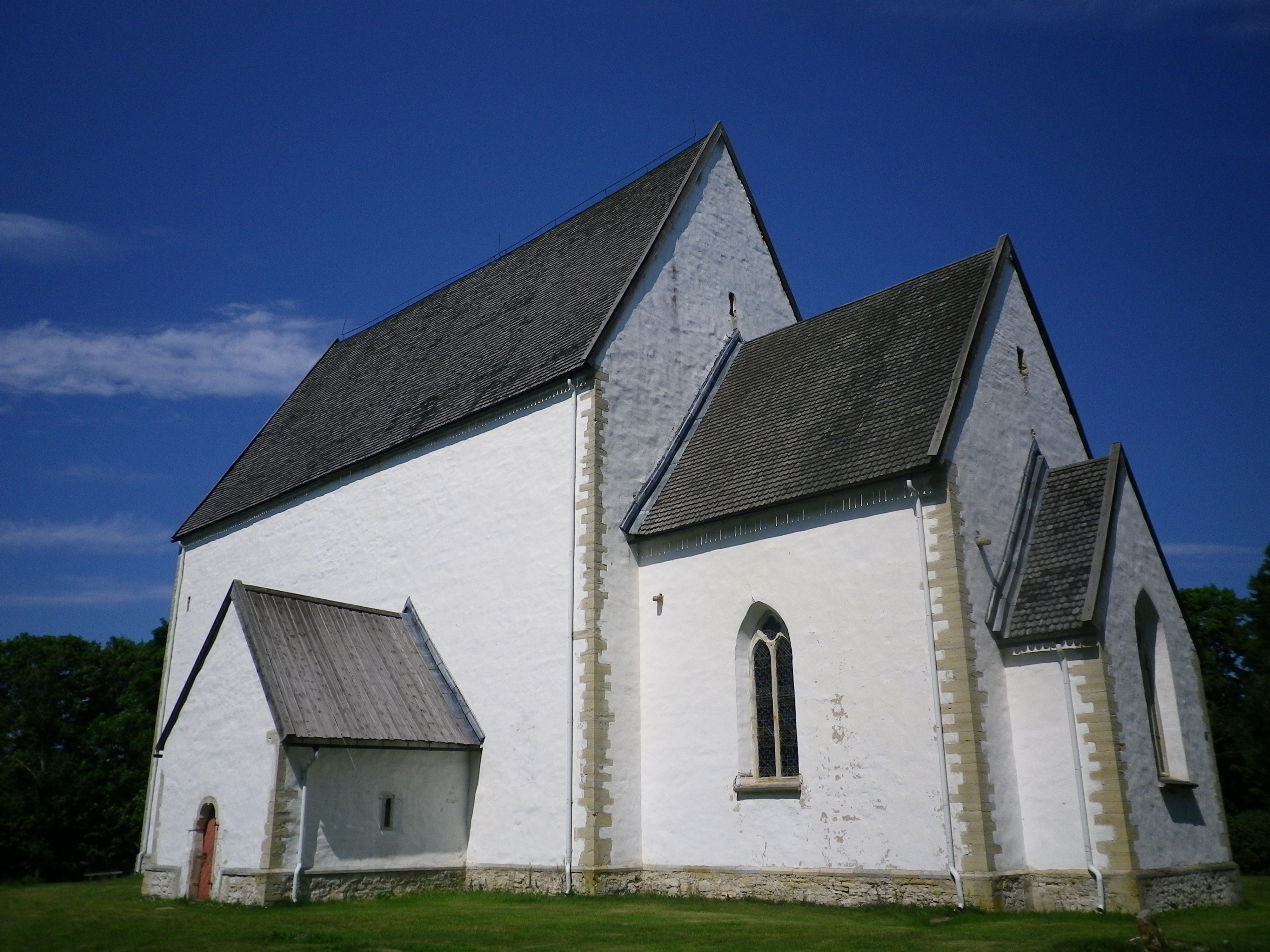
Iglesia de Santa Catalina de Muhu (siglo XIII).
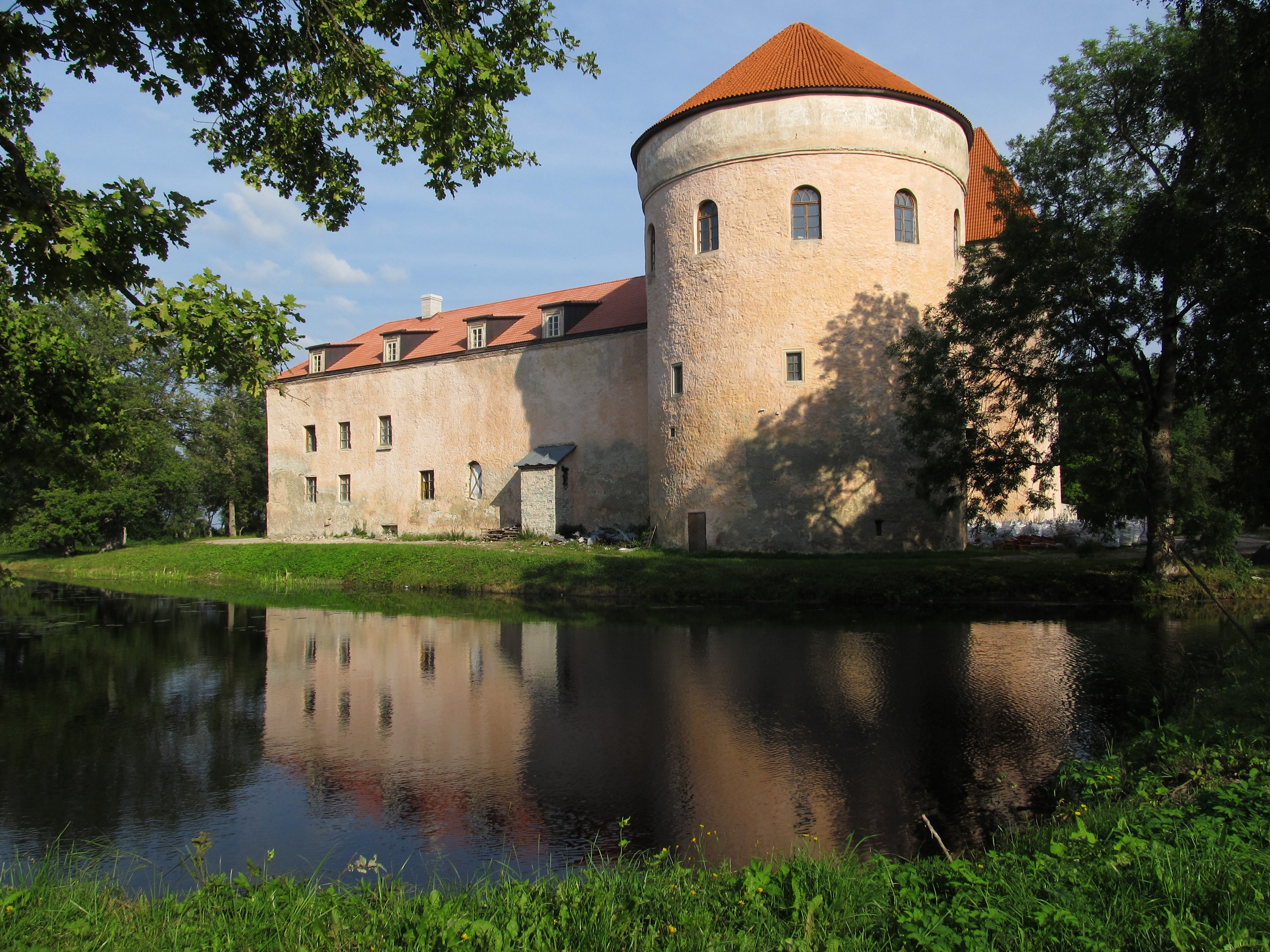
Castillo de Koluvere (principios del siglo XIII).
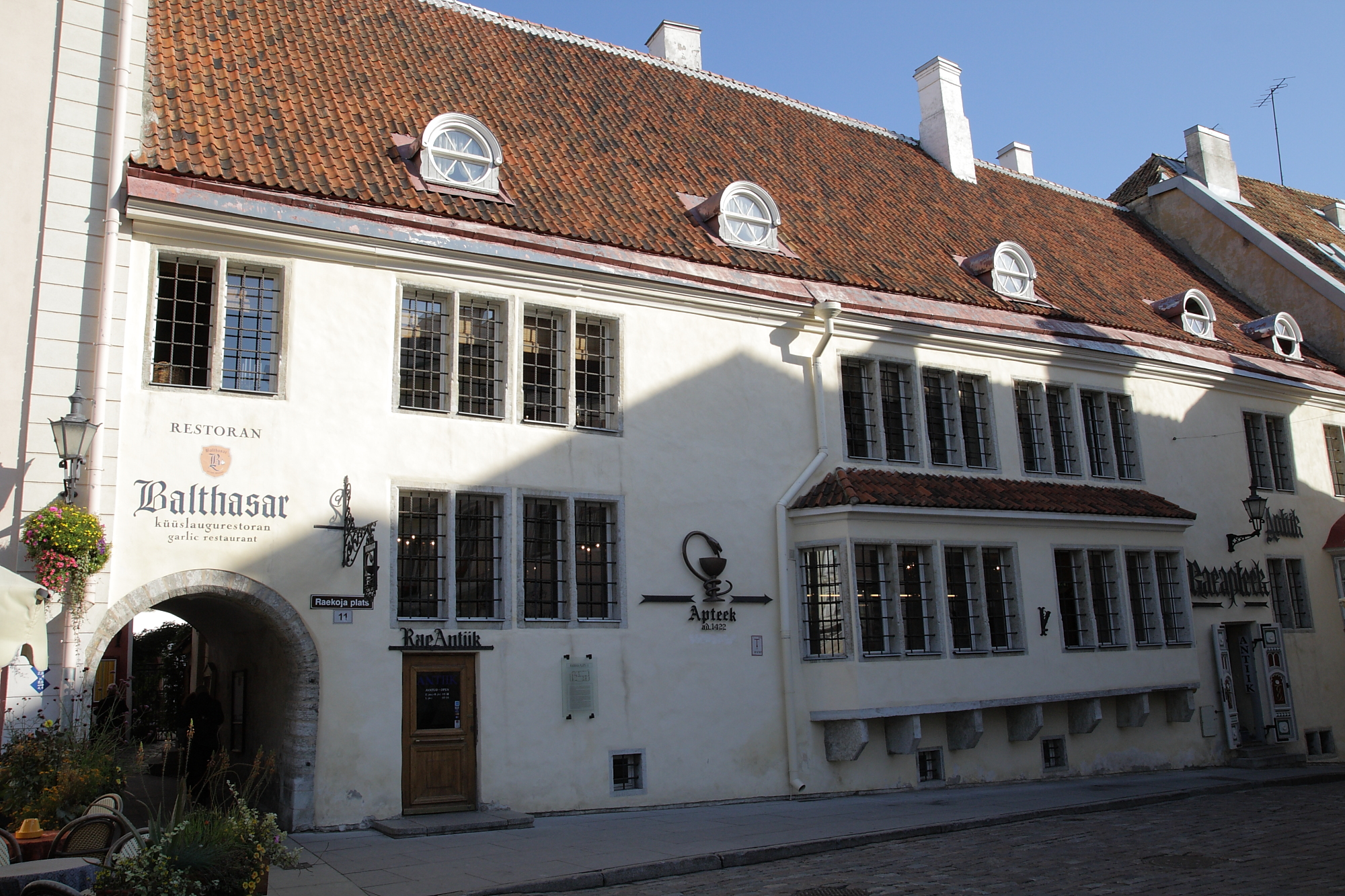
Raeapteek (principios del siglo XV).
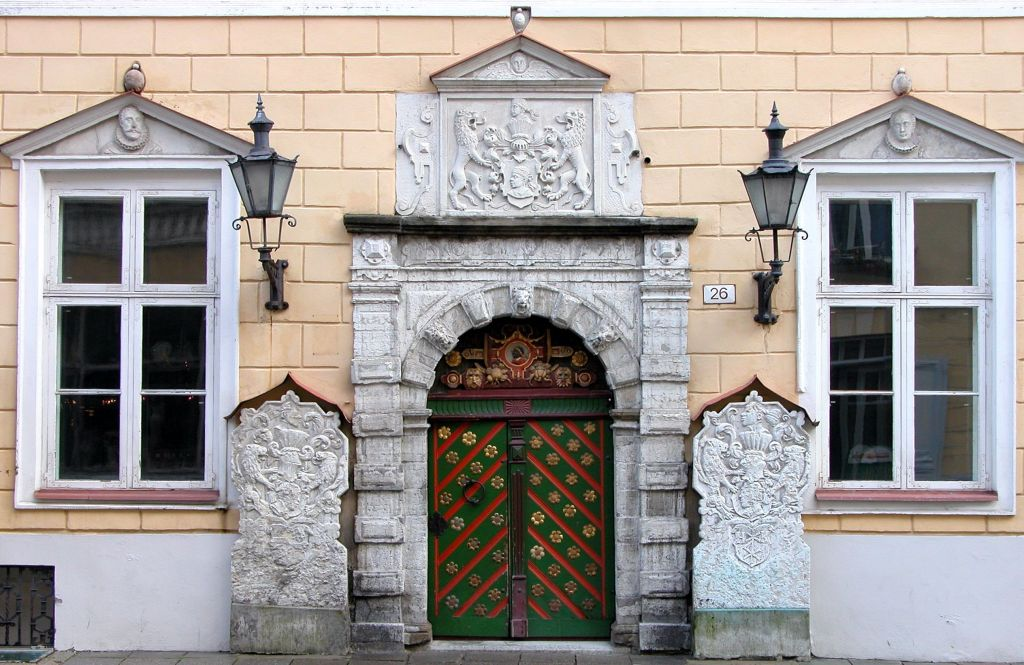
Casa de las Cabezas Negras, Tallin (fachada de Arent Passer) (1597).
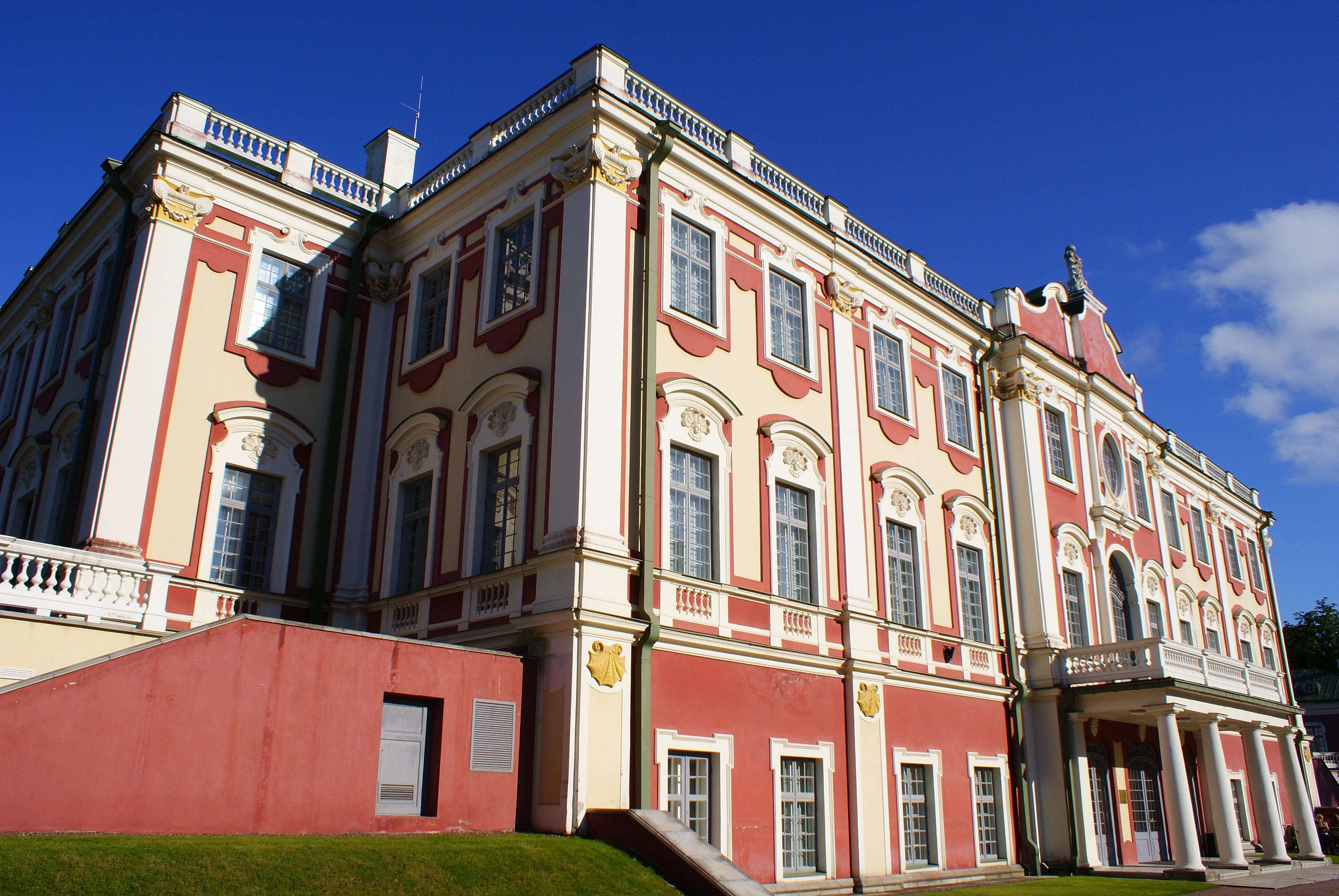
Palacio de Kadriorg (arquitectos Nicola Michetti, Gaetano Chiaveri y Mikhail Zemtsov) (comenzado en 1718).
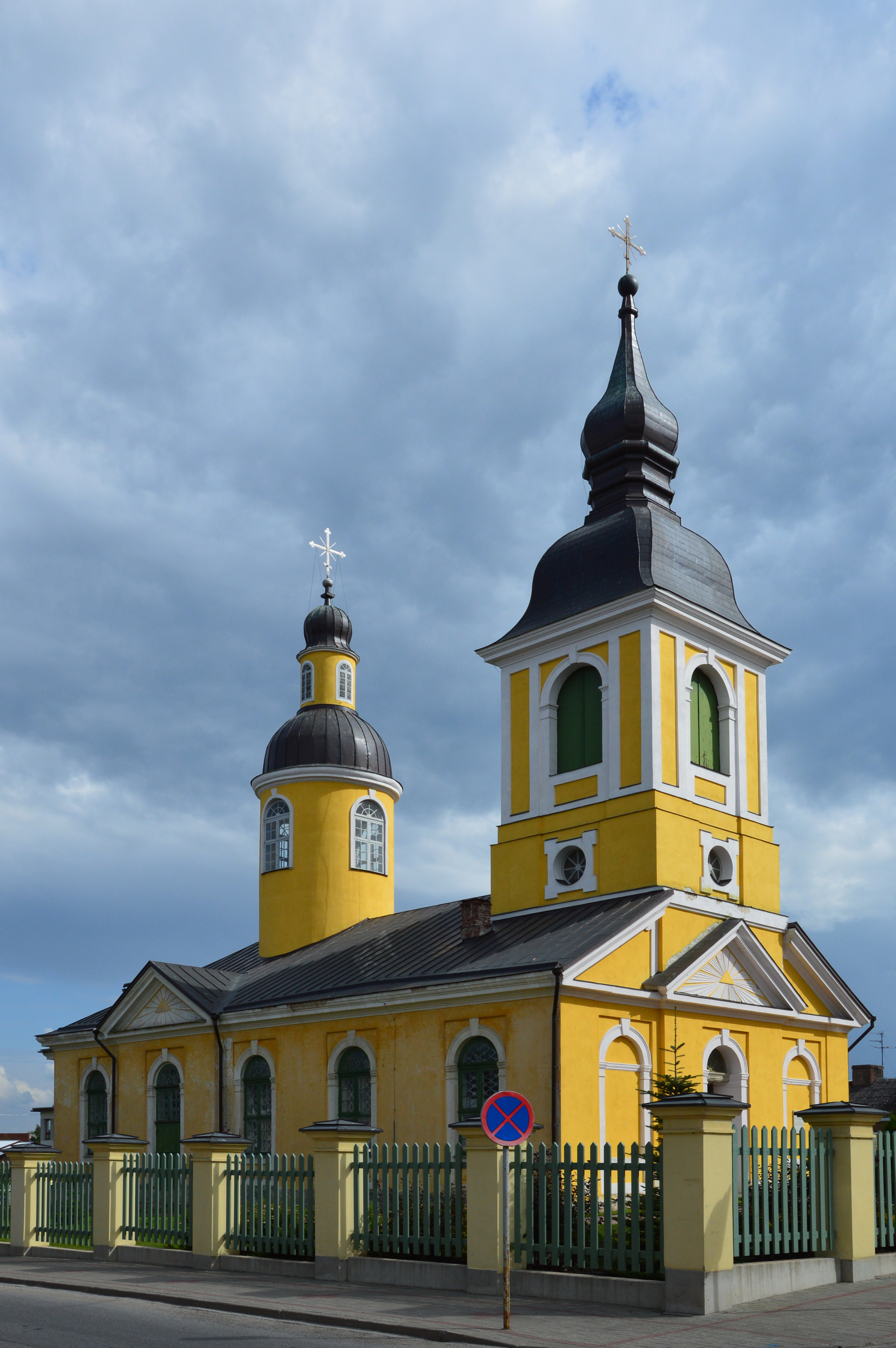
La iglesia ortodoxa de Santa Catalina de Võru es un ejemplo temprano de clasicismo (1804).
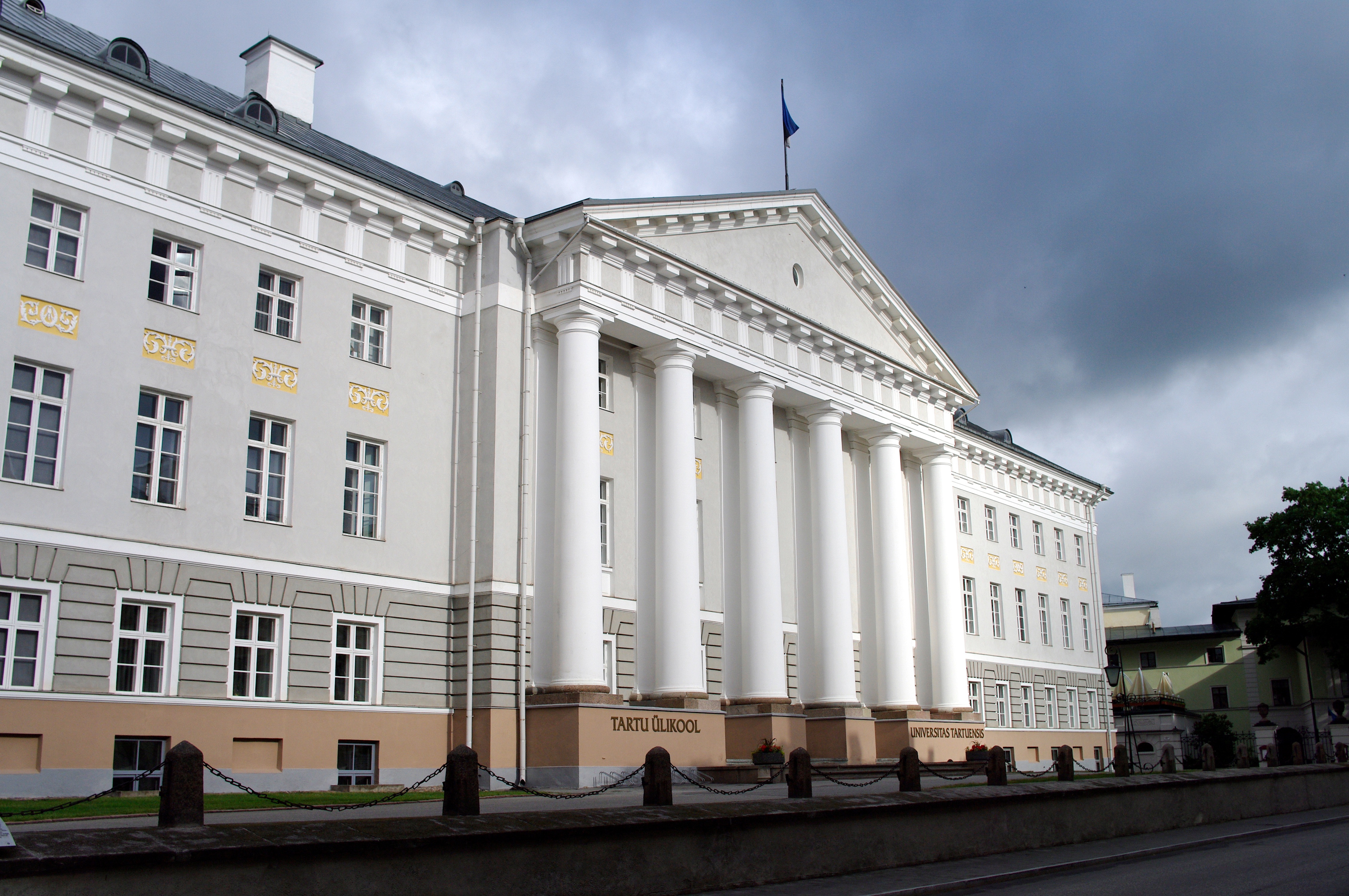
Edificio principal de la Universidad de Tartu (arquitecto Johann Wilhelm Krause, 1803-1809).
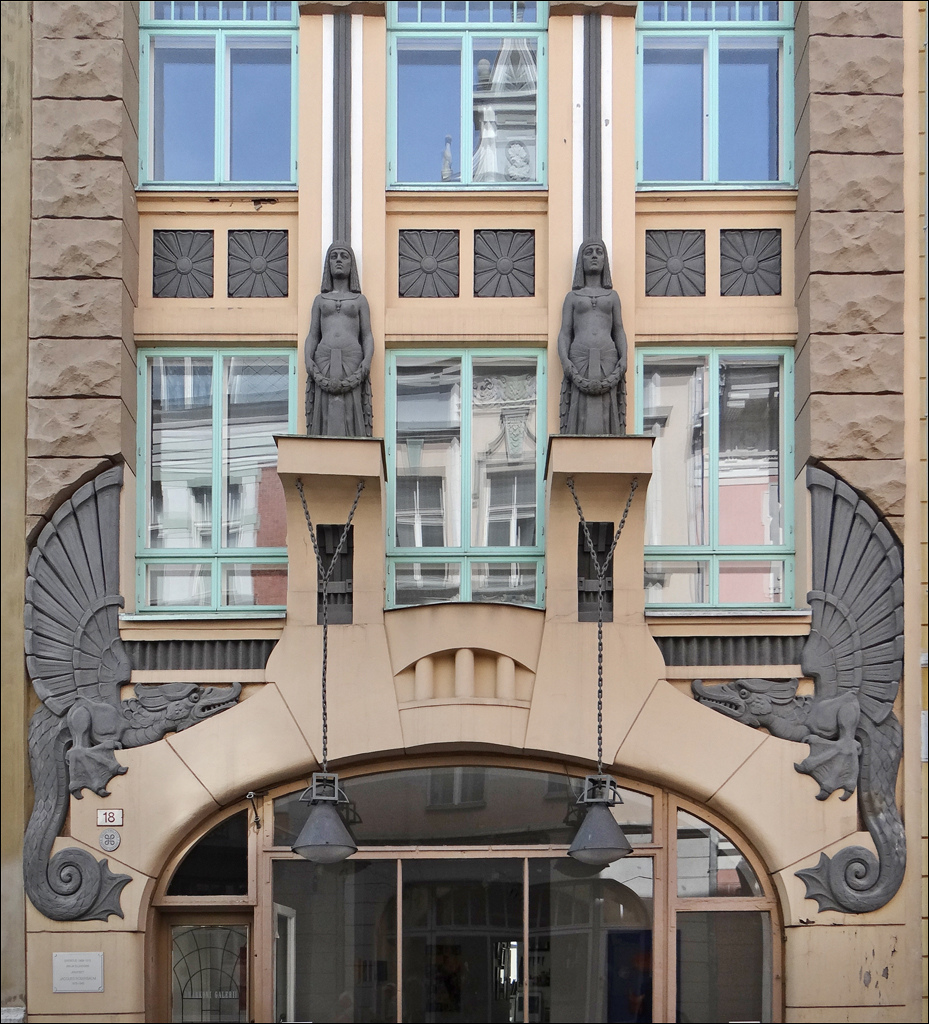
Edificio Art Nouveau en Tallin (arquitecto Jacques Rosenbaum, terminado en 1910).